# Jan Novák (hokeista)
Jan Novák (ur. 9 lutego 1979 w Havlíčkovym Brodzie) – czeski hokeista, reprezentant Czech.

## Kariera klubowa
- Slavia Praga (1997–2006)
  -  HK Kralupy (1998)
- Ak Bars Kazań (2006–2007)
- Skellefteå AIK (2007)
- Oulun Kärpät (2007–2008)
- Slavia Praga (2008–2009)
- BK Mladá Boleslav (2009)
- Awtomobilist Jekaterynburg (2009)
- HC Kometa Brno (2009–2010)
- HC Czeskie Budziejowice (2010–2012)
- HC Fassa (2010)
- EC Graz 99ers (2012–2013)
- HC Czeskie Budziejowice (2013)
- Piráti Chomutov (2013/2014)
- Slavia Praga (2014-2015)
  -  BK Havlíčkův Brod (2014/2015)
- HK 36 Skalica (2015-2016)
- HC Dukla Senica (2016)
- HC Most (2016)
- Slavia Praga (2016-2021)
- HC Baník Sokolov (2021-2023)[1]
- BK Havlíčkův Brod (2023-)

## Sukcesy
- Mistrzostwo Czech 2003 i 2008 ze Slavią Praga
- Puchar Mistrzów 2007 z Ak Barsem Kazań